# Sorataea baphiae
Sorataea baphiae är en svampart som först beskrevs av Georges Viennot-Bourgin, och fick sitt nu gällande namn av Savile 1971. Sorataea baphiae ingår i släktet Sorataea och familjen Uropyxidaceae.   Inga underarter finns listade i Catalogue of Life.